# Andrija Stazić
Andrija Stazić (Andrea Stazich) (Srijane ili Donji Dolac , 22. studenoga 1801. − Split, 9. ožujka 1872.) je bio hrvatski pisac, leksikograf, jezikoslovac, učitelj i hrvatski preporoditelj.
Autor je hrvatske gramatike Grammatica della lingua illirica ad uso degli amatori nazionali e stranieri che bramano d'impararla koja mu je objavljena u Zadru 1850. godine. Druga gramatika hrvatskog jezika koju je napisao je Grammatica illirica pratica secondo il metodo di Ahn e di Ollendorf, objavljena je u Splitu 1855., a drugo izdanje 1861. godine.